# Ful mudammas

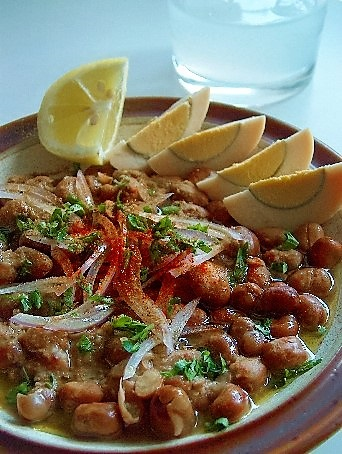
Ful medames servido con rebanadas de huevo cocido y habas.

El fūl mudammes o ful mdammas (en árabe,  فُول مُدَمَّس, en copto, ⲫⲉⲗ phel o fel) es un plato tradicional de la cocina de Egipto, y por extensión de Sudán, del Levante y de otros lugares de Oriente Medio. Es considerado uno de los platos nacionales de Egipto. El ingrediente principal de este plato es el haba (فول ful) que tradicionalmente se ha cocinado lentamente en un pote de cobre (por alguna razón, otros potes elaborados con metales diferentes del cobre, no proporcionan el sabor adecuado) que han sido parcialmente machacados. Se suele servir en algunos países del Oriente Medio a horas tempranas del mediodía, siendo además un alimento típico en los periodos de abstinencia del Ramadán.

## Historia
El nombre de este plato es inusual ya que se compone de la palabra egipcia ful, que significa haba, y la palabra medames que en copto significa 'enterrado'. Esta segunda palabra proporciona una pista acerca del método primitivo de cocción de este plato: se metían en el pote las habas en agua y todo ello se introducía en los rescoldos del fuego. Este método de cocción se menciona en el Talmud Yerushalmi (Talmud de Jerusalén), indicando que el método fue empleado en los países de Oriente Medio desde el siglo IV.

## Receta
El ful medames es un guiso de habas cocidas servidas aliñadas con aceite vegetal, comino y opcionalmente con perejil picado, ajo, cebolla, limón, ají y otros ingredientes vegetales, hierbas y especias. Es muy típico en la cocina egipcia (baladi) acompañarlo con pan pita denominado shami. Es un plato tan popular en la cultura egipcia que forma parte de la dieta diaria de la población de El Cairo. Es un plato que sacia bastante y de ahí el dicho egipcio que se menciona siempre tras haber probado el plato de habas que 'sienta como una piedra en el estómago'.

## Ful mdammas en el mundo
El ful medames se consume en muchos países de mundo árabe y en partes del África oriental (principalmente en Somalilandia y Somalia). Los ful medames provienen de los países del Cuerno de África cuando los egipcios capturaron Zeila al comienzo del siglo XIX. Desde esta ciudad se extendió el ful a través de los territorios gracias a los somalies. En la cocina de Somalilandia, el ful se come con un pan denominado laxoox, muy popular en la región. La receta se extendió a través de diferentes partes de Europa y Estados Unidos gracias a los inmigrantes egipcios.